# Гаврилюк, Иван Климентьевич
Иван Климентьевич Гаврилюк (09.10.1904, Винницкая область — 16.06.1981) — советский военнослужащий, участник Великой Отечественной войны, полный кавалер ордена Славы, автоматчик танкодесантной роты моторизованного батальона 46-й гвардейской танковой бригады, гвардии красноармеец — на момент представления к награждению орденом Славы 1-й степени.

## Биография
Родился 26 сентября 1904 года в селе Лозовая Шаргородского района Винницкой области. Украинец. Работал ездовым тракторной бригады колхоза «Прогресс» в родном селе. С июля 1941 года по март 1944 года находился на временно оккупированной территории.
В марте 1944 года призван в Красную Армию и направлен на фронт автоматчиком моторизованного батальона 233-й танковой бригады 5-го механизированного корпуса 6-й танковой армии. Воевал на 2-м Украинском фронте. Участвовал в Уманско-Ботошанской, Ясско-Кишиневской операциях и боевых действиях в центральной части Румынии, в том числе и в освобождении Бухареста. В сентябре 1944 года 6-я танковая армия была переименована в 6-ю гвардейскую, а 5-й механизированный корпус стал 9-м гвардейским. В ноябре того же года 233-я бригада преобразована в 46-ю гвардейскую танковую бригаду. В её составе И. К. Гаврилюк участвовал в Дебреценской, Будапештской и Венской операциях.
20 марта 1945 года в бою за населённый пункт Тэш противник выдвинул на прямую наводку тяжёлое орудие и подбил головной танк. Наступление было приостановлено. Автоматчик танкодесантной роты моторизованного батальона гвардии красноармеец Гаврилюк с двумя бойцами скрытно приблизился к пушке, забросал гранатами артиллерийский расчёт и захватил её. Затем в числе первых ворвался в населённый пункт, вместе с воинами огнём из автоматов сразил около десяти противников, пленил офицера и пять солдат.
Приказом по 9-му гвардейскому механизированному корпусу от 18 апреля 1945 года гвардии красноармеец Гаврилюк награждён орденом Славы 3-й степени.
В апреле 1945 года участвовал в боях за город Брно. В районе населённого пункта Сокольнице, когда миномёт противника преградил путь нашей пехоте, Гаврилюк в паре с товарищем скрытно приблизился к огневой точке и уничтожил её расчёт. Из захваченного миномёта вёл огонь по врагу, пока не кончились мины.
21 мая 1945 года повторно награждён орденом Славы 3-й степени.
Войну с Германией закончил в Праге. Летом 1945 года 6-я гвардейская танковая армия была передислоцирована в Монголию и включена в состав Забайкальского фронта. В ходе Хингано-Мукденской операции преодолела хребет Большой Хинган, вышла на Центрально-Маньчжурскую равнину и успешным наступлением на Мукден обеспечила расчленение главной группировки Квантунской армии. В этих боях вновь отличился И. К. Гаврилюк.
22 августа 1945 года при взятии города Порт-Артур с тремя воинами обезвредил инженерные заграждения, снял 20 часовых и захватил склад оружия и боеприпасов, снабжавший весь порт-артурский гарнизон японцев.
24 сентября 1945 гвардии красноармеец Гаврилюк Иван Климентьевич в третий раз награждён орденом Славы 3-й степени.
Указом Президиума Верховного Совета СССР о перенаграждении от 27 февраля 1958 года два ордена Славы 3-й степени были соответственно заменены орденами Славы 2-й и 1-й степени.
В 1945 году красноармеец Гаврилюк демобилизован. Вернулся на родину. Работал в тракторной бригаде колхоза «Прогресс».
Награждён орденами Славы 1-й, 2-й и 3-й степени, медалями.
Умер 16 июня 1981 года.